# بیلری
بیلری، روستایی در دهستان بیلری بخش پشتکوه شهرستان خاش در استان سیستان و بلوچستان ایران است. این روستا، مرکز دهستان بیلری است.

## جمعیت
بر پایه سرشماری عمومی نفوس و مسکن در سال ۱۳۹۵، جمعیت این روستا برابر با ۴۱۱ نفر (۱۱۲ خانوار) بوده‌است.